# 艾哈邁德塔
艾哈邁德塔（俄語：АхмáтТáуэр）是一座超高層摩天大樓，俄羅斯車臣共和國格羅茲尼進行地面準備工作。施工於2016年1月2日開始，至2016年9月，打樁工作已完成。
該建築計劃為435 m（1,427 ft），有100層。建築物的設計在很大程度上受Vainakh塔式建築的影響-它以軍事塔樓為藍本。該建築將包括辦公室，公寓，五星級酒店，停車場，博物館和公共場所

## 另見
- 歐洲摩天大樓列表